# Les Cartes du temps
Les Cartes du temps est un roman de José Cabanis publié le 5 septembre 1962 aux éditions Gallimard et ayant reçu le prix des Libraires l'année suivante.

## Éditions
- Les Cartes du temps, éditions Gallimard, 1962  (ISBN 2070211150).